# 다카라즈카 가극단 77기생
다카라즈카 가극단 77기생은 1989년에 다카라즈카 음악학교에 입학, 1991년에 다카라즈카 가극단에 입단한 40명을 가리킨다.

## 개요
초무대 연목은 스즈카제 마요・아사노 카요 톱콤비 대극장 오히로메 츠키구미 공연 『베르사이유의 장미―오스칼편―』이다.
이 기수는 아사미 히카루, 하루노 스미레, 아란 케이, 하나후사 마리, 이 4명의 톱스타, 톱여역을 배출했다.
특히, 하나후사는 다카라즈카 가극단 역사상 최장의 12년간 톱여역을 했다.
2009년 4월 26일, 아란 케이가 퇴단함에 따라, 77기생 전원 퇴단하였다.

## 주요 학생

### OG
- 하루노 스미레 : 전 하나구미 톱스타
- 아사미 히카루 : 전 유키구미 톱스타
- 아란 케이 : 전 호시구미 톱스타
- 하나후사 마리 : 전 유키ㆍ소라구미 톱여역
- 나루세 코우키 : 전 신전과 남역
- 시오미 마호：전 호시구미 남역

## 일람
| 예명            | 생일      | 출신지                           | 출신학교                              | 예명의 유래                                                                             | 애칭                 | 역할 | 퇴단년도 | 비고                                                                   |
| --------------- | --------- | -------------------------------- | ------------------------------------- | --------------------------------------------------------------------------------------- | -------------------- | ---- | -------- | ---------------------------------------------------------------------- |
| 安岐みずほ      | 7얼 24일  | 후쿠오카현 후쿠오카시            | 후나이리고등학교                      | 존경하는 선생님이 명명                                                                  | 타마코               | 여역 | 1997년   |                                                                        |
| 아키 미즈호     | 7얼 24일  | 후쿠오카현 후쿠오카시            | 후나이리고등학교                      | 존경하는 선생님이 명명                                                                  | 타마코               | 여역 | 1997년   |                                                                        |
| 彰かずき        | 7월 1일   | 도쿄도 나카노구                  | 도쿄도립 니시고등학교                 | 가족이 고안                                                                             | 오-타쨩, 카즈키      | 남역 | 1997년   |                                                                        |
| 아키라 카즈키   | 7월 1일   | 도쿄도 나카노구                  | 도쿄도립 니시고등학교                 | 가족이 고안                                                                             | 오-타쨩, 카즈키      | 남역 | 1997년   |                                                                        |
| 麻園みき        | 5월 23일  | 도쿄도 마치다시                  | 마치다시립 미나미미나루세중학교       | 언니의 예명 본명                                                                        | 미키코,밋코, 밋쿤    | 남역 | 2004년   | 언니 아사지 사키 (69)                                                  |
| 아사조노 미키   | 5월 23일  | 도쿄도 마치다시                  | 마치다시립 미나미미나루세중학교       | 언니의 예명 본명                                                                        | 미키코,밋코, 밋쿤    | 남역 | 2004년   | 언니 아사지 사키 (69)                                                  |
| 朝空理帆        | 12월 31일 | 효고현 다카라즈카시              | 효고현립 다카라즈카키타고등학교       | 빛나는 아침하늘 아래 꿈과 이상을 향해 돛을 올리고 전진할수있게                          | 유우코, 리호         | 여역 | 1996년   |                                                                        |
| 아사조라 리호   | 12월 31일 | 효고현 다카라즈카시              | 효고현립 다카라즈카키타고등학교       | 빛나는 아침하늘 아래 꿈과 이상을 향해 돛을 올리고 전진할수있게                          | 유우코, 리호         | 여역 | 1996년   |                                                                        |
| 朝海ひかる      | 1월 24일  | 미야자키현 센다이시              | 미야자키현 제3여자고등학교            | 아침바다에 빛나다 아빠의 상상에서 탄생                                                  | 코무                 | 남역 | 2006년   |                                                                        |
| 아사미 히카루   | 1월 24일  | 미야자키현 센다이시              | 미야자키현 제3여자고등학교            | 아침바다에 빛나다 아빠의 상상에서 탄생                                                  | 코무                 | 남역 | 2006년   |                                                                        |
| 朝宮真由        | 9월 25일  | 효고현 니시노미야시              | 코바야시성심여자학원고등학교          | 출신지 본명                                                                             | 마유코, 토-루        | 남역 | 2002년   | 일본무용・ 와카야나기 요시후유주 남편 오오가키 토모야                  |
| 아사미야 마유   | 9월 25일  | 효고현 니시노미야시              | 코바야시성심여자학원고등학교          | 출신지 본명                                                                             | 마유코, 토-루        | 남역 | 2002년   | 일본무용・ 와카야나기 요시후유주 남편 오오가키 토모야                  |
| 天宮萌          | 1월 18일  | 효고현 다카라즈카시              | 히바리가오카가쿠엔중학교              | 가족이 지어줌                                                                           | 란노                 | 여역 | 1996년   |                                                                        |
| 아마미야 모에   | 1월 18일  | 효고현 다카라즈카시              | 히바리가오카가쿠엔중학교              | 가족이 지어줌                                                                           | 란노                 | 여역 | 1996년   |                                                                        |
| 安蘭けい        | 10월 9일  | 시가현 코우군                    | 코사이고등학교                        | 아리랑 전설                                                                             | 토우코               | 남역 | 2009년   | 재일교포 3세(한국인)                                                   |
| 아란 케이       | 10월 9일  | 시가현 코우군                    | 코사이고등학교                        | 아리랑 전설                                                                             | 토우코               | 남역 | 2009년   | 재일교포 3세(한국인)                                                   |
| 有沙美帆        | 10월 8일  | 효고현 아시야시                  | 유리가쿠인고등학교                    |                                                                                         | 마코                 | 여역 | 2006년   |                                                                        |
| 아리사 미호     | 10월 8일  | 효고현 아시야시                  | 유리가쿠인고등학교                    |                                                                                         | 마코                 | 여역 | 2006년   |                                                                        |
| 香宝ゆりか      | 6월 20일  | 카나가와현 요코하마시            | 카나가와현립 마이오카고등학교         | 아빠가 고안                                                                             | 카오리               | 여역 | 1995년   |                                                                        |
| 카호 유리카     | 6월 20일  | 카나가와현 요코하마시            | 카나가와현립 마이오카고등학교         | 아빠가 고안                                                                             | 카오리               | 여역 | 1995년   |                                                                        |
| 北嶋麻実        | 4월 10일  | 카나가와현 요코하마시 미나미구   | 세이비가쿠엔고등학교                  | 가족이 고안                                                                             | 마치오, 맛치         | 남역 | 2008년   | 엄마 아시야 오토메 (49)                                                |
| 키타지마 마미   | 4월 10일  | 카나가와현 요코하마시 미나미구   | 세이비가쿠엔고등학교                  | 가족이 고안                                                                             | 마치오, 맛치         | 남역 | 2008년   | 엄마 아시야 오토메 (49)                                                |
| 桜木絵美        | 6월 10일  | 오사카부 오사카시                | 요도노미즈고등학교                    | 부모님과 함께 지음                                                                      | 준코                 | 여역 | 1998년   |                                                                        |
| 사쿠라기 에미   | 6월 10일  | 오사카부 오사카시                | 요도노미즈고등학교                    | 부모님과 함께 지음                                                                      | 준코                 | 여역 | 1998년   |                                                                        |
| 汐美真帆        | 10월 20일 | 효고현 다카라즈카시              | 코바야시성심여자학원                  | 아빠가 고안해서 존경하는 사람이 선택                                                    | 케로, 요우코, 오토상 | 남역 | 2004년   | 시누이 타카네 후부키 (69) 사촌 유메 다이키 (81)                        |
| 시오미 마호     | 10월 20일 | 효고현 다카라즈카시              | 코바야시성심여자학원                  | 아빠가 고안해서 존경하는 사람이 선택                                                    | 케로, 요우코, 오토상 | 남역 | 2004년   | 시누이 타카네 후부키 (69) 사촌 유메 다이키 (81)                        |
| 城華阿月        | 9월 24일  | 오사카부 오사카시 코노하나구     | 옷테몬가쿠인 오오테마에고등학교       | 가족이 고안                                                                             | 아즈키               | 여역 | 2002년   | 일본무용・ 하나야나기 세츠츠키카                                       |
| 죠카 아즈키     | 9월 24일  | 오사카부 오사카시 코노하나구     | 옷테몬가쿠인 오오테마에고등학교       | 가족이 고안                                                                             | 아즈키               | 여역 | 2002년   | 일본무용・ 하나야나기 세츠츠키카                                       |
| 白鳥ゆりえ      | 6월 24일  | 도쿄도 나카노구                  | 후지무라여자고등학교                  | 가족이 고안                                                                             | 유리에               | 여역 | 1998년   |                                                                        |
| 시라토리 유리에 | 6월 24일  | 도쿄도 나카노구                  | 후지무라여자고등학교                  | 가족이 고안                                                                             | 유리에               | 여역 | 1998년   |                                                                        |
| 鈴懸三由岐      | 5월 29일  | 오사카부 토요나카시              | 성모피승천학원                        | 스즈카케노키에서 할머니의 지인이 지어줌                                                 | 토시코, 슷쨩         | 여역 | 2007년   | 엄마 와카츠키 스즈요 (45) 안무가 스즈키 토시코                         |
| 스즈카케 미유키 | 5월 29일  | 오사카부 토요나카시              | 성모피승천학원                        | 스즈카케노키에서 할머니의 지인이 지어줌                                                 | 토시코, 슷쨩         | 여역 | 2007년   | 엄마 와카츠키 스즈요 (45) 안무가 스즈키 토시코                         |
| 昴一輝          | 5월 29일  | 교토부                           | 쿤에이가쿠엔                          | 봄 밤하늘에 빛나는 6개의 별에서 생긴 별자리                                             | 시호링, 시호         | 남역 | 1996년   |                                                                        |
| 스바루 카즈키   | 5월 29일  | 교토부                           | 쿤에이가쿠엔                          | 봄 밤하늘에 빛나는 6개의 별에서 생긴 별자리                                             | 시호링, 시호         | 남역 | 1996년   |                                                                        |
| 聖矢優          | 10월 18일 | 효고현 아시야시                  | 효고현립 아시야고등학교               | 자기가 지음                                                                             | 우루                 | 남역 | 1993년   |                                                                        |
| 세이야 유우     | 10월 18일 | 효고현 아시야시                  | 효고현립 아시야고등학교               | 자기가 지음                                                                             | 우루                 | 남역 | 1993년   |                                                                        |
| 高央りお        | 1월 20일  | 도쿄도 히가시무라야마시          | 도쿄도립 코다이라고등학교             | 자기가 지음                                                                             | 앤디, 케이코         | 남역 | 2006년   |                                                                        |
| 타카오 리오     | 1월 20일  | 도쿄도 히가시무라야마시          | 도쿄도립 코다이라고등학교             | 자기가 지음                                                                             | 앤디, 케이코         | 남역 | 2006년   |                                                                        |
| 都々城あい      | 2월 13일  | 도쿄도 세타가야구                | 성도미니코학원                        | 부모님과 존경하는 사람이 지어줌                                                         | 유키                 | 여역 | 1997년   | 동생 타카시로 케이 (78)                                                |
| 츠즈시로 아이   | 2월 13일  | 도쿄도 세타가야구                | 성도미니코학원                        | 부모님과 존경하는 사람이 지어줌                                                         | 유키                 | 여역 | 1997년   | 동생 타카시로 케이 (78)                                                |
| 都布良ひとみ    | 11월 10일 | 오사카부 토요나카시              | 슈쿠가와가쿠인고등학교                | 본명                                                                                    | 츠부라, 츠부         | 여역 | 1996년   | 엄마 호시 미사 (45) 이모 호시 히사미 (43)아빠 작곡가 나카모토 키요즈미 |
| 츠부라 히토미   | 11월 10일 | 오사카부 토요나카시              | 슈쿠가와가쿠인고등학교                | 본명                                                                                    | 츠부라, 츠부         | 여역 | 1996년   | 엄마 호시 미사 (45) 이모 호시 히사미 (43)아빠 작곡가 나카모토 키요즈미 |
| 七瀬快          | 4월 2일   | 카나가와현 요코하마시 호도가야구 | 카나가와현립 요코야마히라누마고등학교 | 가족이 고안                                                                             | 노리, 카이           | 남역 | 1996년   |                                                                        |
| 나나세 카이     | 4월 2일   | 카나가와현 요코하마시 호도가야구 | 카나가와현립 요코야마히라누마고등학교 | 가족이 고안                                                                             | 노리, 카이           | 남역 | 1996년   |                                                                        |
| 成瀬こうき      | 4월 4일   | 도쿄도 메구로구                  | 토요에이와죠가쿠인 고등부             | 가족이 고안                                                                             | 나루짱, 옷춍         | 남역 | 2002년   |                                                                        |
| 나루세 코우키   | 4월 4일   | 도쿄도 메구로구                  | 토요에이와죠가쿠인 고등부             | 가족이 고안                                                                             | 나루짱, 옷춍         | 남역 | 2002년   |                                                                        |
| 野乃みるて      | 8월 13일  | 나가노현 나가노시                | 나가노니시고등학교                    | 괴테의 시                                                                               | 미루테               | 여역 | 1993년   |                                                                        |
| 노노 미루테     | 8월 13일  | 나가노현 나가노시                | 나가노니시고등학교                    | 괴테의 시                                                                               | 미루테               | 여역 | 1993년   |                                                                        |
| 花總まり        | 2월 28일  | 도쿄도 토시마구                  | 일본여자대학부속고등학교              | 가족이 고안                                                                             | 하나, 오하나, 다이쨩 | 여역 | 2006년   | 엄마 전 쇼치쿠가극단 아오에 나미                                       |
| 하나후사 마리   | 2월 28일  | 도쿄도 토시마구                  | 일본여자대학부속고등학교              | 가족이 고안                                                                             | 하나, 오하나, 다이쨩 | 여역 | 2006년   | 엄마 전 쇼치쿠가극단 아오에 나미                                       |
| 原美笛          | 3월 18일  | 카나가와현 요코하마시            | 카나가와현립 시로사토고등학교         |                                                                                         | 에미, 에-짱          | 여역 | 2001년   | 일본무용・ 하나야나기 하기무라사키에                                   |
| 하라 미테키     | 3월 18일  | 카나가와현 요코하마시            | 카나가와현립 시로사토고등학교         |                                                                                         | 에미, 에-짱          | 여역 | 2001년   | 일본무용・ 하나야나기 하기무라사키에                                   |
| 春野寿美礼      | 12월 15일 | 도쿄도 코마에시                  | 쿠니모토여자고등학교                  | 만요슈 야마베 아카히토 「春の野の すみれ摘みにと こしわれそ 野を懐かしみ 一夜寝にける」 | 오사                 | 남역 | 2007년   |                                                                        |
| 하루노 스미레   | 12월 15일 | 도쿄도 코마에시                  | 쿠니모토여자고등학교                  | 만요슈 야마베 아카히토 「春の野の すみれ摘みにと こしわれそ 野を懐かしみ 一夜寝にける」 | 오사                 | 남역 | 2007년   |                                                                        |
| 日比谷恵        | 12월 14일 | 도쿄도 스기나미구                | 시나가와고등학교                      | 존경하는 사람이 지어줌                                                                  | 에미, 에미리         | 여역 | 1998년   |                                                                        |
| 히비야 메구미   | 12월 14일 | 도쿄도 스기나미구                | 시나가와고등학교                      | 존경하는 사람이 지어줌                                                                  | 에미, 에미리         | 여역 | 1998년   |                                                                        |
| 双葉美樹        | 1월 23일  | 후쿠오카현 치쿠시노시            | 후쿠오카후타바가쿠엔고등학교          | 할아버지・ 후타바야마 (스모선수)                                                        | 사짱                 | 여역 | 2001년   | 동생 배우 아키요시 미와                                                |
| 후타바 미키     | 1월 23일  | 후쿠오카현 치쿠시노시            | 후쿠오카후타바가쿠엔고등학교          | 할아버지・ 후타바야마 (스모선수)                                                        | 사짱                 | 여역 | 2001년   | 동생 배우 아키요시 미와                                                |
| 穂波亜莉亜      | 7월 22일  | 사이타마현 한노시                | 사이타마현립 토요오카고등학교         | 엄마가 좋아하는 풍경                                                                    | 아리아, 엣짱         | 여역 | 2004년   |                                                                        |
| 호나미 아리아   | 7월 22일  | 사이타마현 한노시                | 사이타마현립 토요오카고등학교         | 엄마가 좋아하는 풍경                                                                    | 아리아, 엣짱         | 여역 | 2004년   |                                                                        |
| 舞音梓          | 3월 31일  | 카나가와현 요코하마시 코호쿠구   | 타치바다가쿠엔고등학교                | 가족이 고안                                                                             | 고마                 | 남역 | 1996년   |                                                                        |
| 마이네 아즈사   | 3월 31일  | 카나가와현 요코하마시 코호쿠구   | 타치바다가쿠엔고등학교                | 가족이 고안                                                                             | 고마                 | 남역 | 1996년   |                                                                        |
| 真樹めぐみ      | 12월 24일 | 도쿄도 스기나미구                | 케이센죠가쿠엔고등학교                | 존경하는 사람이 선택                                                                    | 메구, 메구미         | 여역 | 1996년   |                                                                        |
| 마키 메구미     | 12월 24일 | 도쿄도 스기나미구                | 케이센죠가쿠엔고등학교                | 존경하는 사람이 선택                                                                    | 메구, 메구미         | 여역 | 1996년   |                                                                        |
| 真丘奈央        | 6월 11일  | 도쿄도 세타가야구                | 국립음악대학부속고등학교              | 아빠, 엄마, 언니의 이름                                                                 | 핫파                 | 남역 | 2004년   |                                                                        |
| 마사오카 나오   | 6월 11일  | 도쿄도 세타가야구                | 국립음악대학부속고등학교              | 아빠, 엄마, 언니의 이름                                                                 | 핫파                 | 남역 | 2004년   |                                                                        |
| まほろば遊      | 3월 4일   | 도쿄도                           | 도쿄도립 사쿠라마치고등학교           | 노다 히데키가 지어줌                                                                    | 아키짱, 유상, 마호롱 | 남역 | 1997년   |                                                                        |
| 마호로바 유우   | 3월 4일   | 도쿄도                           | 도쿄도립 사쿠라마치고등학교           | 노다 히데키가 지어줌                                                                    | 아키짱, 유상, 마호롱 | 남역 | 1997년   |                                                                        |
| 三杉千佳        | 4월 19일  | 오사카부 오사카시                | 오사카부립 이마미야고등학교           | 할아버지가 지어줌                                                                       | 아카짱               | 여역 | 1999년   | 엄마 야시로 유미 (48)                                                  |
| 미스기 치카     | 4월 19일  | 오사카부 오사카시                | 오사카부립 이마미야고등학교           | 할아버지가 지어줌                                                                       | 아카짱               | 여역 | 1999년   | 엄마 야시로 유미 (48)                                                  |
| 水島あおい      | 5월 22일  | 도쿄도 타치카와시                | 닛타이오오카여자고등학교              | 지인이 지어줌                                                                           | 모토코, 못쨩         | 여역 | 2000년   |                                                                        |
| 미즈시마 아오이 | 5월 22일  | 도쿄도 타치카와시                | 닛타이오오카여자고등학교              | 지인이 지어줌                                                                           | 모토코, 못쨩         | 여역 | 2000년   |                                                                        |
| 南しずか        | 8월 31일  | 도쿄도 세타가야구                | 센조쿠가쿠엔대학부속 제1고등학교      | 시즈카고젠                                                                              | 루이                 | 여역 | 1996년   |                                                                        |
| 미나미 시즈카   | 8월 31일  | 도쿄도 세타가야구                | 센조쿠가쿠엔대학부속 제1고등학교      | 시즈카고젠                                                                              | 루이                 | 여역 | 1996년   |                                                                        |
| 悠なお輝        | 2월 28일  | 효고현 카와니시시                | 바이카고등학교                        | 존강하는 사람이 선정                                                                    | 나오키, 나오         | 남역 | 2006년   | 동생 마리노 유이 (82)                                                  |
| 유우 나오키     | 2월 28일  | 효고현 카와니시시                | 바이카고등학교                        | 존강하는 사람이 선정                                                                    | 나오키, 나오         | 남역 | 2006년   | 동생 마리노 유이 (82)                                                  |
| 優花えり        | 10월 15일 | 도쿄도 메구로구                  | 코오란여학교                          | 가족이 고안                                                                             | 마리                 | 여역 | 2002년   |                                                                        |
| 유우카 에리     | 10월 15일 | 도쿄도 메구로구                  | 코오란여학교                          | 가족이 고안                                                                             | 마리                 | 여역 | 2002년   |                                                                        |
| 雪わかな        | 4월 11일  | 오사카부 사카이시                | 세이카여자고등학교                    | 자기가 지음                                                                             | 와카나               | 여역 | 1995년   |                                                                        |
| 유키 와카나     | 4월 11일  | 오사카부 사카이시                | 세이카여자고등학교                    | 자기가 지음                                                                             | 와카나               | 여역 | 1995년   |                                                                        |